# Station Bonin
Station Bonin was een spoorwegstation in de Poolse plaats Bonin.